# هونگ سانگ سو
هونگ سانگ سو (متولد ۲۵ اکتبر ۱۹۶۱) کارگردان و فیلم‌نامه‌نویس اهل کره جنوبی است. او در برلیناله ۲۰۲۰ برنده خرس نقره‌ای بهترین کارگردان ، در برلیناله ۲۰۲۱ برنده خرس نقره‌ای بهترین فیلم‌نامه و در برلیناله ۲۰۲۲ برنده خرس نقره ای جایزه بزرگ هیئت داوران شد.

## زندگینامه
پدر و مادر هونگ صاحب شرکت تولید فیلم سینتل سول بودند. هونگ در آزمون ورودی شرکت کرد و وارد بخش تئاتر در دانشگاه چانگ آنگ شد. سپس در ایالات متحده تحصیل کرد ، جایی که مدرک لیسانس خود را از کالج هنر و صنایع دستی کالیفرنیا و کارشناسی ارشد خود را در دانشکده موسسه هنر شیکاگو دریافت کرد

## فیلم‌شناسی
- روز یک خوک سقوط به چاه (۱۹۹۶)
- زن آینده انسان (۲۰۰۴)
- داستان سینما (۲۰۰۵)
- زن در ساحل (۲۰۰۶)
- شب و روز (밤과 낮) (۲۰۰۸)
- Oki فیلم (۲۰۱۰)
- روزی که او می‌رسد (۲۰۱۱)
- لیست (فیلم کوتاه، ۲۰۱۱)
- در یک کشور دیگر (۲۰۱۲)
- خود و مال شما (۲۰۱۶)
- در ساحل در شب تنهایی (۲۰۱۷)
- دوربین کلر (۲۰۱۷)
- روز بعد (۲۰۱۷)
- فیلم رمان نویس (۲۰۲۲)
- پیش رفتن (۲۰۲۲)
- در آب (۲۰۲۳)
- در روزگار ما (۲۰۲۳)
- نیازهای یک مسافر (۲۰۲۴)
- کنار نهر (۲۰۲۴)